# Mare Boreum (Gradfeld)
Das Mare-Boreum-Gradfeld gehört zu den 30 Gradfeldern des Mars. Sie wurden durch die United States Geological Survey (USGS) festgelegt. Die Nummer ist MC-1, das Gradfeld umfasst das Gebiet von 0° bis 360° westlicher Länge und von 65° bis 90° südlicher Breite.
Die Region enthält die nördliche Polarkappe, den Korolev-Krater, und das Chasma Boreale. Der Name stammt von einer Gegend ab, die jetzt Planum Boreum genannt wird, sie ist eine weitläufige Ebene rund um die Polarkappe. Ein weiterer Krater ist der Lomonossow-Krater.
Der Lander Phoenix landete am 25. Mai 2008 im Vastitas Borealis innerhalb des Gradfeldes Mare Boreum bei 68.218830° N und 234.250778° E. Er sammelte Proben auf der Suche nach Wasser und ehemaligen Leben.

## Andere Gradfelder
Gradfelder auf dem Mars